# Championnats du monde juniors d'aviron
Les Championnats du monde juniors d'aviron sont une compétition internationale d'aviron, organisés par la Fédération internationale des sociétés d'aviron. 

## Histoire

### Création des régates FISA pour juniors
Lors de son congrès du 24 août 1965 à Duisbourg, la FISA décide de créer une catégorie juniors (moins de 19 ans). Quelques mois plus tard, le 13 novembre 1965, la FISA décide finalement que la catégorie « juniors » concerne les moins de 18 ans au 1er janvier de l'année de la compétition. En 1966, la FISA décide que la première régate FISA pour juniors regroupera uniquement des équipes de clubs (avec une limite d'une équipe par pays et par discipline). Celle-ci fait partie des commémorations des 75 ans de la FISA et a lieu à Ratzebourg du 28 juillet 1967 au 30 juillet. Il n'y a que des courses masculines au programme. Les clubs de 13 pays participent à cette compétition. Lors des deux éditions suivantes à Amsterdam et Naples, des clubs de 16 pays participent. Le 5 septembre 1969, la FISA décide de remplacer les régates FISA pour juniors (compétition réservées aux équipes de clubs) par des championnats FISA pour juniors avec la participation d'équipes mixtes ou de sélection nationale. Les courses de la « nouvelle » compétition se disputent sur 1 500 m.

### Championnats FISA pour juniors
Les premiers championnats FISA masculins pour juniors sont organisés à Ioannina et 21 fédérations y sont représentées. Les Allemands de l'Est remportent les sept courses au programme de la compétition. L'année suivante, l'URSS participe pour la première fois à la compétition et remporte deux des courses dont le huit qui est entraîné par une femme. À Ratzebourg en 1974, la compétition rassemble 25 pays. La RDA domine la compétition avec cinq victoires et trois deuxièmes places dans les huit courses au programme. En 1975, les championnats inaugurent le bassin olympique de Montréal. La RDA, la RFA et l'URSS remporte 19 des 24 médailles. En 1976, la RDA domine à nouveau la compétition avec 7 titres et une deuxième place en huit courses. En 1977, les Polonais, Andrzej Jasiński et Roman Czapara l'emportent en deux avec barreur. Il s'agit de la course qui n'est pas remporté par des athlètes allemands (de l'Est ou de l'Ouest). En 1978 à Belgrade, des courses féminines sont rajoutées au programme de la compétition. Trois Fédérations (Allemagne de l'Est, Allemagne de l'Ouest et URSS) engagent des embarcations dans toutes les disciplines. Comme en 1975, la compétition permet de « tester » le futur site olympique, Krylatskoye Rowing Canal (en). Chez les femmes, les Canadiennes réalisent l'exploit et l'emportent dans le huit. L'année suivante, la Grèce remporte sa première médaille internationale en deux avec barreur. En 1981, la RDA remporte une nouvelle fois toutes les épreuves masculines au programme. En 1982, Thomas Lange l'emporte en skiff. L'année suivante à Vichy, l'URSS et la RDA se partage l'ensemble des titres. En 1984, le huit français réalise une grosse surprise et l'emporte dans la discipline reine.

### Championnats du monde juniors
En 1985, la FISA tient un congrès exceptionnel et modifie ses règlements.  Les longueurs des parcours sont augmentées de 1 000 m à 1 500 m pour les juniors femmes (distance identique aux juniors hommes). Les championnats FISA pour juniors sont transformés en championnats du monde juniors.

## Conditions de participation
Ce championnat s'adresse aux rameurs ayant 18 ans ou moins au 31 décembre de l'année où il ou elle atteint ses 18 ans. Les athlètes plus âgés participent au Championnat du monde U23 d'Aviron. Les juniors des pays européens n'ayant pas réussi à se qualifier pour les championnats du monde participent en général à la Coupe de la Jeunesse.

## Éditions
| Année                          | Ville                     | Pays                              | Bassin                                            |
| Régates FISA pour juniors      | Régates FISA pour juniors | Régates FISA pour juniors         | Régates FISA pour juniors                         |
| ------------------------------ | ------------------------- | --------------------------------- | ------------------------------------------------- |
| 1967                           | Ratzebourg                | Allemagne de l'Ouest              | Küchensee (Ratzeburg) (de)                        |
| 1968                           | Amsterdam                 | Pays-Bas                          | Bosbaan (en)                                      |
| 1969                           | Naples                    | Italie                            | Lago di Patria                                    |
| Championnats FISA pour juniors |                           |                                   |                                                   |
| 1970                           | Ioannina                  | Grèce                             | Lac Pamvotis                                      |
| 1971                           | Bled                      | Yougoslavie                       | Lac de Bled                                       |
| 1972                           | Mailand                   | Italie                            | Idroscalo                                         |
| 1973                           | Nottingham                | Grande-Bretagne                   | Holme Pierrepont National Watersports Centre (en) |
| 1974                           | Ratzebourg                | Allemagne de l'Ouest              | Küchensee (Ratzeburg) (de)                        |
| 1975                           | Montréal                  | Canada                            | Île Notre-Dame                                    |
| 1976                           | Villach                   | Autriche                          | Ossiacher See                                     |
| 1977                           | Tampere                   | Finlande                          | Kaukajärvi                                        |
| 1978                           | Belgrade                  | Yougoslavie                       | Save                                              |
| 1979                           | Moscou                    | Union soviétique                  | Krylatskoye Rowing Canal (en)                     |
| 1980                           | Willebroek (Malines)      | Belgique                          | Hazewinkel                                        |
| 1981                           | Sofia                     | Bulgarie                          | Lac Pantcharèvo                                   |
| 1982                           | Terni                     | Italie                            | Lac de Piediluco                                  |
| 1983                           | Vichy                     | France                            | Allier                                            |
| 1984                           | Jönköping                 | Suède                             | Munksjön (sv)                                     |
| Championnats du monde juniors  |                           |                                   |                                                   |
| 1985                           | Brandebourg-sur-la-Havel  | République démocratique allemande | Regattastrecke Beetzsee (de)                      |
| 1986                           | Račice                    | Tchécoslovaquie                   | Bassin d'aviron de Račice (de)                    |
| 1987                           | Cologne                   | Allemagne de l'Ouest              | Fühlinger See (en)                                |
| 1988                           | Milan                     | Italie                            | Idroscalo                                         |
| 1989                           | Szeged                    | Hongrie                           | bassin d'aviron de Szeged (de)                    |
| 1990                           | Allèves                   | France                            | Lac d'Aiguebelette                                |
| 1991                           | Banyoles                  | Espagne                           | Lac de Banyoles                                   |
| 1992                           | Montréal                  | Canada                            | Île Notre-Dame                                    |
| 1993                           | Oslo                      | Norvège                           | Årungen (en)                                      |
| 1994                           | Munich                    | Allemagne                         | Bassin d'aviron Oberschleißheim                   |
| 1995                           | Poznań                    | Pologne                           | Lac Malta                                         |
| 1996                           | Motherwell (Glasgow)      | Écosse                            | Strathclyde Country Park                          |
| 1997                           | Willebroek (Malines)      | Belgique                          | Hazewinkel                                        |
| 1998                           | Ottensheim (Linz)         | Autriche                          | Danube                                            |
| 1999                           | Plovdiv                   | Bulgarie                          | Bassin d'aviron de Plovdiv (de)                   |
| 2000                           | Zagreb                    | Croatie                           | Jarun                                             |
| 2001                           | Duisbourg                 | Allemagne                         | Wedau (en)                                        |
| 2002                           | Trakai                    | Lituanie                          | Lac Galvė (en)                                    |
| 2003                           | Athènes                   | Grèce                             | Schinias Olympic Rowing and Canoeing Centre (en)  |
| 2004                           | Banyoles                  | Espagne                           | Lac de Banyoles                                   |
| 2005                           | Brandebourg-sur-la-Havel  | Allemagne                         | Regattastrecke Beetzsee (de)                      |
| 2006                           | Amsterdam                 | Pays-Bas                          | Bosbaan (en)                                      |
| 2007                           | Pékin                     | Chine                             | Parc aquatique olympique de Shunyi                |
| 2008                           | Ottensheim (Linz)         | Autriche                          | Danube                                            |
| 2009                           | Brive-la-Gaillarde        | France                            | Lac du Causse                                     |
| 2010                           | Račice                    | République tchèque                | Bassin d'aviron de Račice (de)                    |
| 2011                           | Eton                      | Grande-Bretagne                   | Dorney Lake                                       |
| 2012                           | Plovdiv                   | Bulgarie                          | Bassin d'aviron de Plovdiv (de)                   |
| 2013                           | Trakai                    | Lituanie                          | Lac Galvė (en)                                    |
| 2014                           | Hambourg                  | Allemagne                         | Wassersportzentrum Hamburg-Allermöhe (de)         |
| 2015                           | Rio de Janeiro            | Brésil                            | Lagoa Rodrigo de Freitas                          |
| 2016                           | Rotterdam                 | Pays-Bas                          | Willem-Alexanderbaan (nl)                         |
| 2017                           | Trakai                    | Lituanie                          | Lac Galvė (en)                                    |
| 2018                           | Račice                    | République tchèque                | Labe Aréna Račice                                 |
| 2019                           | Tokyo                     | Japon                             | Sea Forest Waterway                               |
| 2020                           | Bled                      | Slovénie                          | Annulés (pandémie de Covid-19)                    |
| 2021                           | Plovdiv                   | Bulgarie                          | Bassin d'aviron de Plovdiv (de)                   |
| 2022                           | Varèse                    | Italie                            | Lac de Varèse                                     |
| 2023                           | Paris                     | France                            | Stade nautique de Vaires-sur-Marne                |
| 2024                           | Saint Catharines          | Canada                            |                                                   |
| 2025                           | Trakai                    | Lituanie                          |                                                   |